# Хімічний аналіз води
Хімічний аналіз води проводиться для ідентифікації та кількісного визначення хімічних компонентів і властивостей проб води. Тип і чутливість аналізу залежать від мети аналізу та передбачуваного використання води. Хімічний аналіз води проводиться для води, яка використовується в промислових процесах, для потоків стічних вод, річок і струмків, для опадів і для моря. У всіх випадках результати аналізу надають інформацію, яка може бути використана для прийняття рішень або надання повторної впевненості в тому, що умови відповідають очікуванням. Вибрані аналітичні параметри вибираються так, щоб відповідати процесу прийняття рішень або для встановлення прийнятної нормальності. Аналіз хімічного складу води часто є основою досліджень якості води, забруднення, гідрології та геотермальних вод. Аналітичні методи, які регулярно використовуються, можуть виявляти та вимірювати всі природні елементи та їхні неорганічні сполуки, а також дуже широкий спектр органічних хімічних речовин за допомогою таких методів, як газова хроматографія та мас-спектрометрія. На водоочисних установках, що виробляють питну воду, і в деяких промислових процесах з використанням продуктів із характерним смаком і запахом можуть використовуватися спеціальні органолептичні методи для виявлення запахів у дуже низьких концентраціях.

## Інтернет-ресурси
- Parameter zur Beurteilung einer Wasserprobe.